# Simone Gatto
Simone (Simon) Gatto (* um 1545 in Venedig; † 1595 in Graz) war ein italienischer Kapellmeister und Komponist.
Er wurde in Venedig ausgebildet und wirkte ab 1568 am Hof in München als Posaunist, bevor er ab 1572 seine berufliche Laufbahn in Graz fortsetzte. In der dortigen Hofmusikkapelle begann er zunächst als Bläser und stieg 1581 zum Hofkapellmeister auf. Viele italienische Musiker, besonders Bläser, zog es in dieser Zeit in den Norden und Gatto unternahm selbst mehrere Reisen in seine Heimat, um Instrumentalisten anzuwerben.
Er schuf lediglich sakrale Werke. Etliche Messen und Motetten sind teils im Druck, teils handschriftlich erhalten. Kompositorisch folgte er dem Stil seiner Geburtsstadt.